# 布季夫卡 (索斯尼齊亞區)
51°26′7″N 32°28′22″E / 51.43528°N 32.47278°E
布季夫卡（烏克蘭語：是位於烏克蘭北部切爾尼希夫州裏科留基夫卡區的村莊，始建於1650年，面積2.03平方公里，海拔高度119米，2001年人口586，人口密度每平方公里288.67人。